# Vuelta al País Vasco 2000
La XL Vuelta al País Vasco, disputada entre el 3 y el 7 de abril de 2000, estaba dividida en 5 etapas para un total de 841 km. El alemán Andreas Klöden se impuso en la clasificación general. 

## Etapas
| Etapa        | Fecha      | Recorrido                               | km    | Vencedor de la Etapa | Líder de la general |
| ------------ | ---------- | --------------------------------------- | ----- | -------------------- | ------------------- |
| 1ª           | 3 de abril | Oñate > Oñate                           | 130   | Massimo Codol        | Massimo Codol       |
| 2ª           | 4 de abril | Oñate > Trapagaran                      | 190   | Danilo Di Luca       | Danilo Di Luca      |
| 3ª           | 5 de abril | Trapagaran > Vitoria                    | 190   | Stefano Zanini       | Danilo Di Luca      |
| 4ª           | 6 de abril | Vitoria > Santesteban                   | 199   | Laurent Jalabert     | Danilo Di Luca      |
| 5ª-1ª sector | 7 de abril | Santesteban > Azcoitia                  | 105   | Gabriele Colombo     | Danilo Di Luca      |
| 5ª-2ª sector | 7 de abril | Azcoitia > Madaritza (Cron.individuale) | 8,5   | Andreas Klöden       | Andreas Klöden      |
| Totale       | Totale     | Totale                                  | 822,5 |                      |                     |

## Clasificación general
| Posición | Ciclista              | Equipo            | Tiempo      |
| -------- | --------------------- | ----------------- | ----------- |
|          | Andreas Klöden        | Deutsche Telekom  | 21h 53' 24" |
| 2        | Danilo Di Luca        | Cantina Tollo     | a 5"        |
| 3        | Laurent Jalabert      | ONCE              | a 31"       |
| 4        | Bingen Fernández      | Euskaltel-Euskadi | a 33"       |
| 5        | Davide Rebellin       | Liquigas          | a 37"       |
| 6        | Aitor Osa             | Banesto           | a 37"       |
| 7        | Juan Carlos Domínguez | Vitalicio Seguros | a 39"       |
| 8        | Aitor Garmendia       | Banesto           | a 45"       |
| 9        | Michael Boogerd       | Rabobank          | a 45"       |
| 10       | Txema Del Olmo        | Euskaltel-Euskadi | a 59"       |